# Eriospermum bayeri
Eriospermum bayeri är en sparrisväxtart som beskrevs av Pauline Lesley Perry. Eriospermum bayeri ingår i släktet Eriospermum och familjen sparrisväxter. Inga underarter finns listade i Catalogue of Life.